# Yuri Antônio Costa da Silva
Yuri Antônio Costa da Silva, noto semplicemente come Yuri (San Paolo, 8 gennaio 1996), è un calciatore brasiliano, centrocampista dell'Athletic.

## Caratteristiche tecniche
È un esterno sinistro.

## Carriera
Ha esordito in Série A il 4 agosto 2018 disputando con il Botafogo l'incontro pareggiato 0-0 contro il Santos.

## Palmarès

### Club

#### Competizioni nazionali
- Coppa Svizzera: 1

Lugano: 2021-2022